# Superyacht

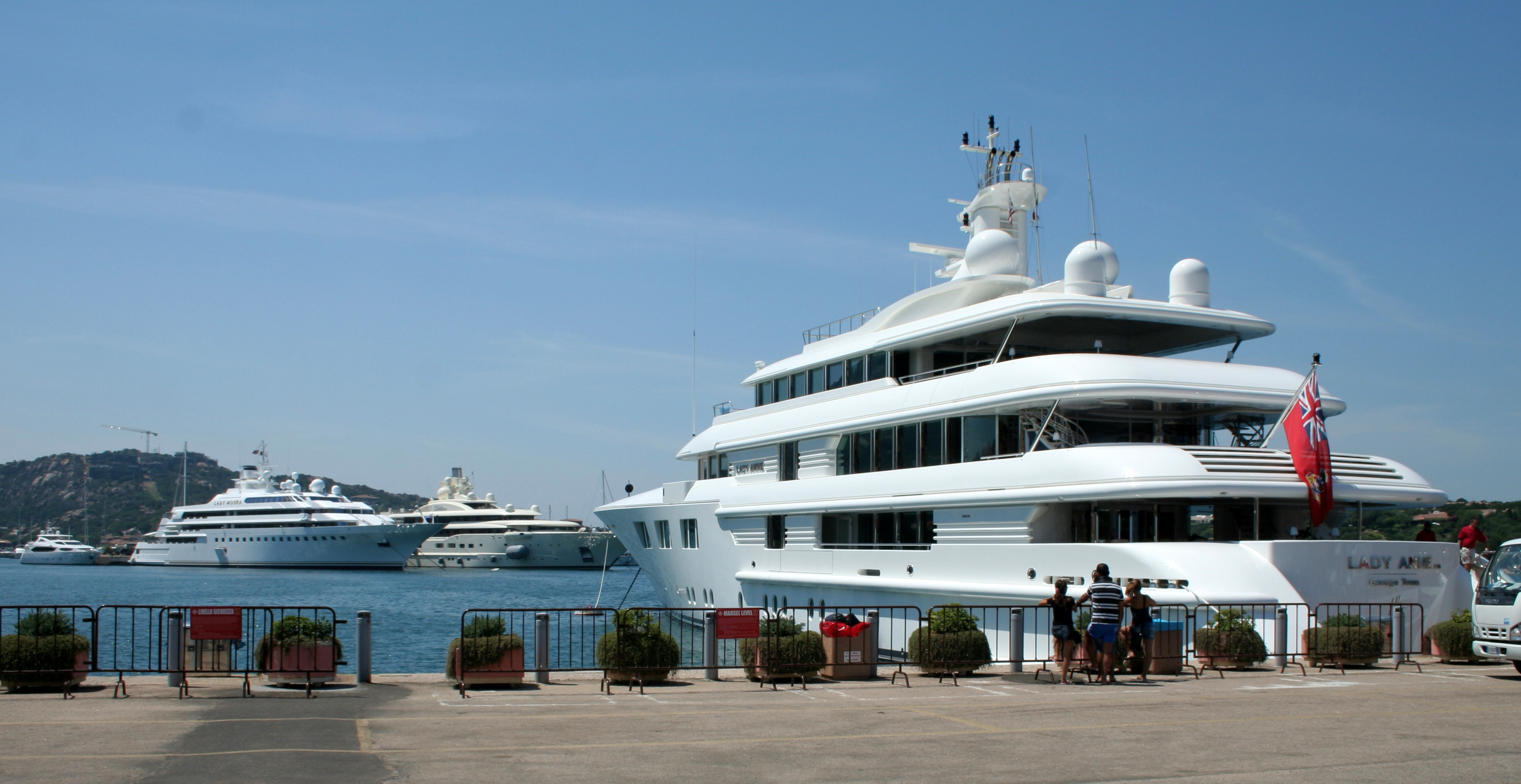
Alcuni superyacht attraccati a Porto Cervo, in Sardegna

Per superyacht o mega yacht o mega panfilo si intende una grande e lussuosa nave da diporto. Benché esistano diversi criteri che stabiliscono quali navi sono dei superyacht, in tale categoria di imbarcazioni rientrano dei panfili a motore o a vela la cui lunghezza spazia dai 40 agli oltre 180 metri di lunghezza (benché esistano navi considerate superyacht che raggiungono fino a 24 metri di lunghezza) e gestiti da un equipaggio di professionisti. I superyacht più grandi possono essere dotati di servizi di vario tipo e disporre di piccoli mezzi di trasporto (elicotteri e piccole imbarcazioni). Gli superyacht possono essere, a seconda delle situazioni, privati o noleggiati.

## Storia
I panfili di grandi dimensioni esistono dall'inizio del ventesimo secolo, quando diversi uomini facoltosi commissionavano ad aziende come la Cox & King e la Charles L. Seabury and Company delle imbarcazioni a vapore particolarmente lussuose. Alcuni dei primi superyacht sono il Jemima F. III (1908) di Charles Henry Fletcher, lungo 34 metri, il Savarona (1931), lungo 136 metri, e il Christina O (una nave da guerra varata nel 1943 e trasformata in un'imbarcazione di lusso nel secondo dopoguerra), la cui lunghezza è pari a 99 metri. Tra il 1998 e il 2008 si è assistito a un aumento del 228% della produzione degli superyacht e sarebbero state vendute 916 unità il cui fatturato totale corrisponde a 10 miliardi di dollari.

## Descrizione

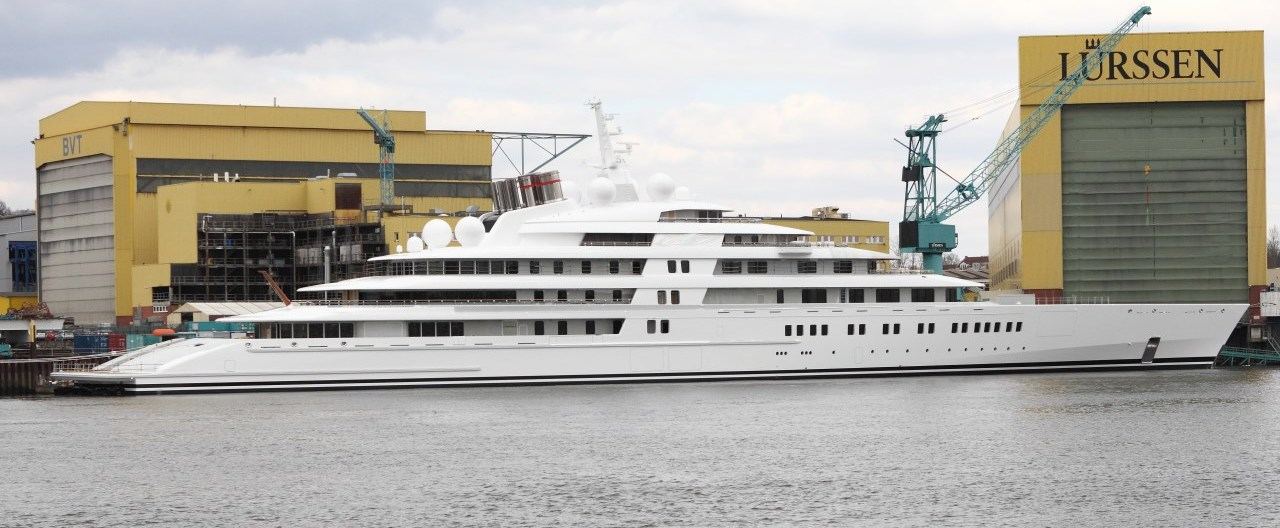
Lo yacht più grande del mondo, l'Azzam (181 metri), appartenuto a Khalifa bin Zayed Al Nahyan.

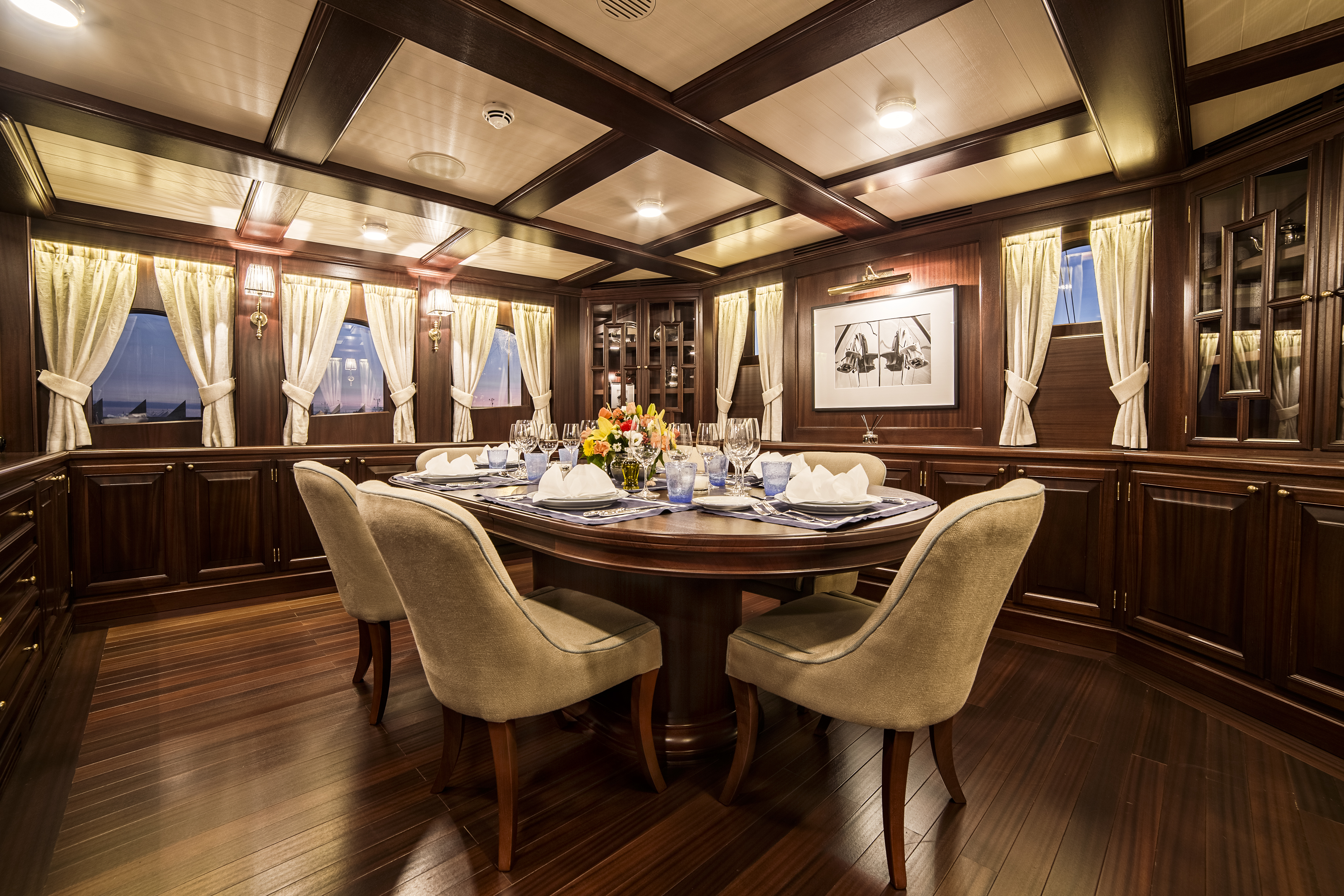
La sala da pranzo del Taransay

Il Large Commercial Yacht Code (LY2) della Gran Bretagna e dei suoi domini definisce "grande yacht" un'imbarcazione che occupa 24 o più metri sulla linea di galleggiamento, ha finalità commerciali in ambito sportivo o per intrattenimento e può trasportare fino a un massimo di 12 passeggeri, tra i quali vi devono essere dei professionisti. Il codice stabilisce quale equipaggiamento devono avere queste navi quando navigano e quando sono attraccate, delle regole inerenti alle tempistiche che i membri dell'equipaggio devono rispettare e altre da seguire nel caso una nave dispone di un elicottero. Il codice presenta diversi standard a cui devono attenersi le navi sopra e sotto le 500 tonnellate di stazza lorda. In altri paesi vi sono normative simili. Se i panfili che non superano i 24 metri di lunghezza possono essere realizzati in vetroresina, è più probabile che quelli più grandi siano in acciaio, alluminio o materiali rinforzati con fibre a matrice polimerica. In entrambi i casi, essi possono essere considerati a tutti gli effetti degli "superyacht" e sono più in genere lunghi 40 o più metri. Esistono degli superyacht molto estesi dotati di servizi e aree di intrattenimento di vario tipo (piscine, piccoli ristoranti, palestre, sale giochi ecc...) e mezzi di trasporto (piccole imbarcazioni, elicotteri ecc...)
Laddove gli yacht "commerciali" non possono trasportare più di 12 passeggeri, quelli privati possono contenere più persone. Gli yacht possono essere identificati dalla bandiera rappresentante il paese in cui è registrata l'imbarcazione.

## Noleggio
Il costo del noleggio di un superyacht copre una franchigia per approvvigionamento (cibo, carburante e l'ormeggio). Il saldo non speso viene restituito al cliente al termine del servizio.